# Ladies Race Slovakia
Das Ladies Race Slovakia ist ein Straßenradrennen im Frauenradsport in der Slowakei.
Das Eintagesrennen wurde erstmals im Jahr 2022 ausgetragen und ist in die Kategorie 1.2 eingestuft. Das Rennen findet jährlich im Juli einen Tag vor dem Grand Prix Slovakia im Rahmen des Visegrád 4 Bicycle Race statt. Die Strecke führt in mehreren Runden auf profiliertem Kurs rund um die Ortschaft Nová Baňa in der Zentralslowakei.
2024 hieß die Siegerin Viktória Chladoňová, die das Rennen noch als Juniorin gewann.

## Palmarès
| Jahr | Sieger              | Zweiter             | Dritter        |
| ---- | ------------------- | ------------------- | -------------- |
| 2022 | Ricarda Bauernfeind | Dominika Włodarczyk | Silvia Zanardi |
| 2023 | Linda Zanetti       | Dominika Włodarczyk | Urška Pintar   |
| 2024 | Viktória Chladoňová | Karolina Perekitko  | Urška Pintar   |
| 2025 |                     |                     |                |